# Medalla al Mérito Universitario Sor Juana Inés de la Cruz
La Presea al Mérito Universitario Sor Juana Inés de la Cruz  es un reconocimiento otorgado cada año por la Universidad del Claustro de Sor Juana.

## Lista de Ganadores
- 2006 Juan Manuel Silva Camarena
- 2007 Juan Ramón de la Fuente
- 2008 Carlos Monsiváis
- 2009 Leonora Carrington
- 2010 Carmen Aristegui
- 2011 Arturo Romano Pacheco

- Datos: Q6008369